# Café Norrköping
Café Norrköping sändes från Norrköping och var ett caféprogram i SVT med gäster och musikartister som sändes under perioden 12 september 1983-31 januari 1997 med Bengt Nordlund, Magnus Höjer, Ragnar Dahlberg och Viveca Ringmar som programledare och Leif-Erik Törnblom som producent. Programmet producerades av SVT Norrköping.